# 中野明
中野 明（なかの あきら、1926年1月22日 - 1996年3月8日）は、日本の政治家。衆議院議員（2期）、参議院議員（2期）。

## 経歴
1926年（大正15年）大阪府大阪市に生まれる。1943年（昭和18年）大阪市立扇町商業学校を卒業後、三菱重工業水島航空機に入社。1951年（昭和26年）倉敷レーヨンに転職し、1959年（昭和34年）倉敷市市議会議員選挙で初当選。1963年（昭和38年）創価学会高知本部総事務長に就任。
1967年（昭和42年）2月第31回衆議院議員総選挙高知県全県区にて公明党から出馬し初当選。1977年（昭和52年）7月第11回参議院議員通常選挙全国区に鞍替えし初当選。1985年（昭和60年）委員会竹入義勝の下で中央統制委員に就任。1986年（昭和61年）12月党大会で委員長に選出された矢野絢也の下で会計監査委員に就任。1989年（平成元年）5月明電工事件絡みの疑惑で矢野が委員長を辞任、自らも監査委員を退任。
1989年（平成元年）参院選に不出馬、政界引退。
1996年（平成8年）3月8日死去、70歳。死没日をもって勲二等旭日重光章追贈、正四位に叙される。